# Всесоюзный праздник физической культуры 1924
Чемпионат СССР по лёгкой атлетике 1924 года проходил с 31 августа по 6 сентября в Москве на стадионе ОППВ. Было установлено 21 всесоюзное
достижение (одно из них мировое).

## Призёры

### Мужчины
| Вид                                                               | Дата                           | 1 место                                                             | Результат                                                                      | 2 место                                    | Результат | 3 место                           | Результат                                                              |
| ----------------------------------------------------------------- | ------------------------------ | ------------------------------------------------------------------- | ------------------------------------------------------------------------------ | ------------------------------------------ | --------- | --------------------------------- | ---------------------------------------------------------------------- |
| Бег на 100 м                                                      |                                | Евгений Юдин Ростов-на-Дону                                         | 11,6                                                                           | А. Зиновьев Верхнее Поволжье Тверь         | 11,8      | А. Михайловский ЗР Ленинград      | 11,9                                                                   |
| Бег на 200 м                                                      |                                | Марк Подгаецкий Киев                                                | 23,8                                                                           | Василий Калина Полтава                     | 24,1      | Евгений Юдин Ростов-на-Дону       | 24,6                                                                   |
| Бег на 400 м                                                      |                                | Марк Подгаецкий Киев                                                | 53,0                                                                           | Николай Кузьмин Верхнее Поволжье Ярославль | 53,8      | С. Кедров Верхнее Поволжье Казань | 55,7                                                                   |
| Бег на 800 м                                                      |                                | Лев Брандт Москва                                                   | 2.06,0                                                                         | Комочков Верхнее Поволжье                  | 2.08,0    | П. Смирнов Москва                 | 2.10,4                                                                 |
| Бег на 1500 м                                                     |                                | Лев Брандт Москва                                                   | 4.19,1                                                                         | Комочков Верхнее Поволжье                  | 4.21,6    | Николай Бочаров Москва            | 4.24,5                                                                 |
| Бег на 5000 м                                                     |                                | Лев Брандт Москва                                                   | 16.38,4                                                                        | Альфред Опитц Москва                       | 16.42,0   | Александр Маляев Москва           | 16.50,5                                                                |
| Бег на 10 000 метров                                              |                                | Александр Маляев Москва                                             | 34.11,6 NR*                                                                    | П. Гусев Ленинград                         | 34.22,4   | Николай Зданович Москва           | 34.51,7                                                                |
| Эстафета 4х100 м                                                  |                                | Украина М. Касперский Марк Подгаецкий Василий Калина Пётр Лукашевич | 46,8                                                                           | Москва                                     | 46,9      | Юго-Восток (ВОВ)                  | 47,4                                                                   |
| Шведская эстафета (800+400+200+100 м)                             |                                | Москва Лев Бархаш Борис Фомилиант Николай Соколов М. Петров         | 3.39,9                                                                         | Верхнее Поволжье                           | 3.42,2    | Украина                           | 3.44,7                                                                 |
| 110 м с барьерами                                                 |                                | Владимир Дьячков Тифлис                                             | 17,4                                                                           | Борис Фомилиант Москва                     | 17,7      | Лев Брандт Москва                 | 17,7                                                                   |
| Ходьба на 3000 м                                                  |                                | Пётр Николаев Москва                                                | 15.37,7                                                                        | А. Филио Харьков                           | 16.08,1   | Л. Ордин Харьков                  | 16.58,2                                                                |
| Прыжок в высоту                                                   |                                | Владимир Дьячков Тифлис                                             | 1,65                                                                           | Н. Мартен СП Павлодар                      | 1,65      | 3 — Сергей Кабалов Москва         | 1,65                                                                   |
| Прыжок в высоту                                                   | 4[уточнить] — Иванов ЗР Калуга | Владимир Дьячков Тифлис                                             | 1,65                                                                           | Н. Мартен СП Павлодар                      | 1,65      |                                   | 1,65                                                                   |
| Прыжок в высоту с места                                           |                                | Пётр Истаманов Майкоп                                               | 1,45 NR*                                                                       | Иванов ЗР Калуга                           | 1,40      | Транковский ЗР Смоленск           | 1,30                                                                   |
| Прыжок с шестом                                                   | 7 сентября                     | Владимир Дьячков Тифлис                                             | 3,375 NR*                                                                      | Лев Брандт Москва                          | 3,30      | 3 — Владимир Добрынин Москва      | 3,20                                                                   |
| Прыжок с шестом                                                   | 7 сентября                     | Владимир Дьячков Тифлис                                             | 3,375 NR*                                                                      | Лев Брандт Москва                          | 3,30      | 4[уточнить] — В. Голдобин Пермь   | 3,20                                                                   |
| Прыжок в длину                                                    |                                | Сергей Кабалов Москва                                               | 6,21                                                                           | Сергей Назаретов Москва                    | 6,105     | 3 — Пётр Лукашевич Киев           | 6,06                                                                   |
| Прыжок в длину                                                    | 4 — М. Суворов Москва          | Сергей Кабалов Москва                                               | 6,21                                                                           | Сергей Назаретов Москва                    | 6,105     | 6,02                              |                                                                        |
| Прыжок в длину с места                                            |                                | Владимир Дьячков Тифлис                                             | 2,905                                                                          | Пётр Истаманов Майкоп                      | 2,875     | Василий Калина Полтава            | 2,865                                                                  |
| Тройной прыжок                                                    |                                | Борис Дьячков Тифлис                                                | 12,14                                                                          | В. Енько Киев                              | 11,92     | Л. Геек Тула                      | 11,73                                                                  |
| Толкание ядра                                                     |                                | Николай Бирзнек Киев                                                | 11,26                                                                          | Анатолий Решетников Ленинград              | 11,01     | Иван Сергеев Тифлис               | 11,00                                                                  |
| Толкание ядра (сумма рук)                                         |                                | Анатолий Решетников Ленинград                                       | 21,42[уточнить] NR*                                                            | Николай Бирзнек Киев                       | 20,27     | Иван Сергеев Тифлис               | 20,00                                                                  |
| Метание диска                                                     | 31 августа                     | Иван Сергеев Тифлис                                                 | 40,65 NR*                                                                      | Владимир Маракуев Москва                   | 35,69     | Николай Бирзнек Киев              | 35,24                                                                  |
| Метание диска (сумма рук)                                         |                                | Иван Сергеев Тифлис                                                 | 72,55                                                                          | Жигачев Каспийский флот                    | 65,34     | Н. Ракитин Москва                 | 60,95                                                                  |
| Метание копья                                                     | 7 сентября                     | Анатолий Решетников Ленинград                                       | 59,20 NR*                                                                      | Вильгельм Поль Харьков                     | 48,85     | Иван Сергеев Тифлис               | 47,75                                                                  |
| Метание копья (сумма рук)                                         |                                | Анатолий Решетников Ленинград                                       | 78,95                                                                          | Вильгельм Поль Харьков                     | 73,70     | Иван Сергеев Тифлис               | 73,13                                                                  |
| Метание молота                                                    |                                | Александр Чистяков Москва                                           | 34,69                                                                          | Александр Хитров Москва                    | 32,82     | Анатолий Решетников Ленинград     | 32,08                                                                  |
| Пятиборье длина, копье, 200 м, диск, 1500 м) (Всесоюзная таблица) |                                | Иван Сергеев Тифлис                                                 | 3809,46 NR* (6,03—47,88—26,5—38,93—5.17,8)                                     | Владимир Маракуев Москва                   | 3259,49   | Павел Лауденбах Москва            | 3167,83                                                                |
| Десятиборье (Всесоюзная таблица)                                  | 4—5 сентября                   | Иван Сергеев Тифлис                                                 | 7738,03 NR* (5122) (12,4—5,48—10,685—1, 65—58,8—19,9—39,555—3,00—50,24—5.07,1) | Лев Брандт Москва                          | 7345,57   | 3 — Владимир Маракуев Москва      | 6854,47 (4692) (12,3—5,66—9,34—1,55—58,5—21,1—34,37—2,80—42,42—4.42,2) |
| Десятиборье (Всесоюзная таблица)                                  | 4—5 сентября                   | Иван Сергеев Тифлис                                                 | 7738,03 NR* (5122) (12,4—5,48—10,685—1, 65—58,8—19,9—39,555—3,00—50,24—5.07,1) | Лев Брандт Москва                          | 7345,57   | 4 — Борис Взоров Верхнее Поволжье | (4510) (12,3—5,61—10,07—1,55—58,0—19,7—29,02—2,80—37,93—4.59,7)        |

### Женщины
| Вид                            | Дата | 1 место                                                         | Результат                                      | 2 место                     | Результат                                     | 3 место                       | Результат                                     |
| ------------------------------ | ---- | --------------------------------------------------------------- | ---------------------------------------------- | --------------------------- | --------------------------------------------- | ----------------------------- | --------------------------------------------- |
| Бег на 60 м                    |      | Ираида Тихонова Москва                                          | 8,3                                            | Елена Леонова Калуга        | 8,7                                           | А. Соколова Москва            | 8,7                                           |
| Бег на 100 м                   |      | Ираида Тихонова Москва                                          | 13,6                                           | А. Соколова Москва          | 14,0                                          | Н. Данилова Харьков           | 14,0                                          |
| Бег на 1000 м                  |      | Лидия Кудрявцева Верхнее Поволжье                               | 3.42,0                                         | Брончукова Верхнее Поволжье | 3.42,4                                        | Екатерина Царёва ЦР Тула      | 3.43,3                                        |
| Эстафета 4х100 м               |      | Москва Нина Крутова Нина Герасимова А. Романова Ираида Тихонова | 56,6                                           | Украина                     | 58,0                                          | Урал                          | 58,4                                          |
| Эстафета 3×1000 м              |      | Верхнее Поволжье Лидия Кудрявцева Карамышева Баланцева          | 11.11,1 NR*                                    | Москва                      | 11.45,0                                       | Урал                          | 11.59,5                                       |
| Прыжок в высоту                |      | Милица Голдобина Кунгур                                         | 1,35                                           | Александра Минаева Москва   | 1,30                                          | Н. Сабурова ЮВ Ростов-на-Дону | 1,25                                          |
| Прыжок в высоту с места        |      | Анна Винценс Калуга                                             | 1,05 NR*                                       | Мария Ледок (Харьков)       | 1,00                                          | Маевская Харьков              | 1,00                                          |
| Прыжок в длину                 |      | Анна Винценс Калуга                                             | 4,34                                           | А. Соколова Москва          | 4,245                                         | Мария Ледок Харьков           | 4,10                                          |
| Прыжок в длину с места         |      | Ираида Тихонова Москва                                          | 2,215                                          | Александра Минаева Москва   | 2,17                                          | Мария Ледок Харьков           | 2,135                                         |
| Прыжок с шестом                |      | Милица Голдобина Кунгур                                         | 2,35 WR*                                       | Александра Минаева Москва   | 2,00                                          | А. Романова Москва            | 2,00                                          |
| Толкание ядра                  |      | Анна Винценс Калуга                                             | 7,18 NR*                                       | Александра Минаева Москва   | 7,14                                          | Н. Горшкова Верхнее Поволжье  | 6,99                                          |
| Толкание ядра (сумма рук)      |      | Александра Минаева Москва                                       | 13,375                                         | Анна Винценс Калуга         | 13,25                                         | К. Балатанова Богородск       | 12,585                                        |
| Метание диска                  |      | Марина Кушель Москва                                            | 22,05                                          | Елена Леонова Калуга        | 20,79                                         | Валентина Велюжанина Пермь    | 20,04                                         |
| Метание диска (сумма рук)      |      | Марина Кушель Москва                                            | 38,745 NR*                                     | Елена Леонова Калуга        | 38,255                                        | Валентина Велюжанина Пермь    | 37,58                                         |
| Метание копья                  |      | Валентина Велюжанина Пермь                                      | 27,05 NR*                                      | Нина Герасимова Москва      | 26,73                                         | Светлана Велюжанина Пермь     | 26,28                                         |
| Метание копья (сумма рук)      |      | Валентина Велюжанина Пермь                                      | 44,02                                          | Нина Герасимова Москва      | 40,70                                         | Светлана Велюжанина Пермь     | 37,99                                         |
| Метание мяча (1,5 кг)          |      | Нина Герасимова Москва                                          | 25,17                                          | Анна Винценс Калуга         | 24,12                                         | Татьяна Романова Москва       | 23,60                                         |
| Троеборье (60 м, ядро, высота) |      | Милица Голдобина Кунгур                                         | 2708,20 (8,7—6,04—1,40)                        | Александра Минаева Москва   | 2439,56                                       | Нина Герасимова Москва        | 2367,36                                       |
| Пятиборье (Всесоюзная таблица) |      | Елена Леонова Калуга                                            | 3677,162 (1793) (9,0—19,00—4,225—21,02 3.01,0) | Нина Герасимова Москва      | 3505,342 (1622) (9,5—18,71—3,91—25,42—3.10,7) | Валентина Велюжанина Пермь    | 3387,106 (1586) (9,5—18,98—3,67—25,16—3.07,2) |

## Командное первенство
1. Москва
2. Украина
3. Урал